# Микротоновая музыка
Микротоновая, либо микротоническая (от  μικροτονική μουσική) или микротональная (от англ. microtonal music) музыка есть музыка с привлечением выразительности микротонов — интервалов, не совпадающих с полутоном; может также считаться музыкой c интервалами, не находимыми в обычном 12-тоновом равномерно темперированном строе.

## Дополнительные материалы
- Найдюк, Олеся. Урок малювання під музику. Мікротональна музика та аудіовізуальний перформанс (укр.). Music-review Ukraine (6 апреля 2011). — «микротональная или микротоновая музыка как явление (скорее, как понятие, ведь элементы "микротоновости" есть в народной музыке, вся неевропейская народная музыка собственно микротоновая) до сих пор воспринимается у нас как будто экзотика (укр. мікротональна, або мікротонова музика як явище (радше, як поняття, адже елементи "мікротоновості" є в народній музиці, уся неєвропейська народна музика власне мікротонова) й досі сприймається у нас, неначе екзотика)». Дата обращения: 3 ноября 2013.
- Новости, Раздел. Фестиваль "Мир звука: Микротоновые инновации". Городовой.спб.ру (2 октября 2012). — «Организатор фестиваля «Мир звука» Центр современных технологий в искусстве впервые в России представит публике микротоновую музыку.» Дата обращения: 8 ноября 2013.
- Смирнов, Александр. В продолжение темы о микротоновой музыке // Musicus. — 2013. — Т. 1. Архивировано 23 сентября 2015 года.. — «Рецензия на мастер-класс американского композитора Джонни Райнхарда, прошедший 10 октября 2012 года в рамках международного фестиваля "Мир звука. Микротоновые инновации".».
- СПб, 1 канал (ТВ). Фестиваль "Мир звука: Микротоновые инновации". YouTube (12 октября 2012). Дата обращения: 8 ноября 2013.
- Ясеновська, Тетяна (27 декабря 2012). "Сеностріс" від Нікола Візаллі (PDF). Погляд. 11 (укр.). No. 146. Ужгород: Національний університет. p. 6. Дата обращения: 3 ноября 2013. В Ужгородском замке состоялась необычное событие — концерт микротоновой музыки (укр. В Ужгородському замку відбулася незвична подія — концерт мікротонової музики){{cite news}}:  Википедия:Обслуживание CS1 (url-status) (ссылка)